# Matheus Babi
Matheus Barcelos da Silva (Macaé, 18 de julho de 1997), mais conhecido como Matheus Babi, é um futebolista brasileiro que atua como centroavante. Atualmente joga pelo Juventude.

## Carreira

### Macaé
Nascido em Macaé, Babi representou as categorias de base do Macaé Esporte. Fez sua estreia pelo time principal do Macaé em 29 de fevereiro de 2016, entrando no lugar de Yuri Gonçalves no segundo tempo, tendo o serrano perdido por 3–1 para o Volta Redonda, no Carioca de 2016.
Em 31 de maio de 2016, Babi assinou seu primeiro contrato profissional, sendo válido até maio de 2018 e treze dias depois, foi emprestado ao Grêmio até dezembro de 2017, para compor o time Sub-20 da equipe gaúcha.
Retornou ao Macaé em 2018, tendo feito seu primeiro gol como profissional em 10 de janeiro desse mesmo ano, no empate de 3–3 com o America no Campeonato Carioca. Participou regularmente da campanha do clube na Série D e também do Campeonato Carioca de 2019 antes de defender o America-RJ em 19 de março de 2019.
Babi fez 12 gols em 27 partidas pelo America, ajudando o clube na vice-colocação do Campeonato Carioca de 2019 - Série B1 e consequentemente no acesso à primeira divisão do carioca. Retornou do empréstimo em novembro de 2019, tendo disputado mais um Carioca pelo Macaé e destacado-se, fazendo cinco gols em nove jogos.

### Botafogo
Em 15 de fevereiro de 2020, Babi assinou um contrato de três anos com o Serra Macaense, tendo sido emprestado ao Botafogo para disputa do Campeonato Brasileiro de 2020 em 3 de julho. Fez seu primeiro gol pelo clube em 13 de agosto, no empate de 1–1 com o Red Bull Bragantino, na 1.ª rodada do Brasileiro. Em 13 de setembro, fez os dois gols do Botafogo na derrota de 3–2 para o Vasco na 10.ª rodada do Campeonato Brasileiro, em 13 de setembro.
Ao todo, atuou em 48 jogos e marcou 15 gols pelo alvinegro.

### Athletico Paranaense
Em 13 de abril de 2021, Babi foi anunciado pelo Athletico Paranaense como novo reforço, sendo a contratação mais cara da história do clube (12 milhões de reais) e assinando contrato até abril de 2025, reencontrando-se com Paulo Autori, que o lançou no Botafogo. Fez sua estreia pelo clube em 21 de abril, na vitória de 1–0 sobre o Aucas em jogo da Copa Sul-Americana, tendo entrado aos 23 minutos do segundo tempo no lugar de Renato Kayzer. Seu primeiro gol pelo furacão foi em 25 de maio, tendo feito primeiro gol da vitória de 2–0 sobre o Paraná, válido pelo jogo de ida das quartas de final do Campeonato Paranaense.
Em 13 de junho, fez o gol do furacão na vitória de 1–0 sobre o Grêmio, na 3ª rodada do Campeonato Brasileiro. Fez também na vitória de 2–1 sobre o Fortaleza na 9ª rodada do Brasileiro, em 3 de julho.
Em 25 de julho, Babi sofreu uma lesão no joelho direito após chocar-se com Caio Vidal na vitória de 2–1 sobre o Internacional, tendo perdido o restante da temporada. Só retornou aos treinamentos de seu time em 18 de abril do ano seguinte, tendo voltado a atuar em um jogo oficial somente no dia 10 de maio após quase nove meses, na vitória de 4–0 sobre o Tocantinópolis no jogo de volta das oitavas da Copa do Brasil.

### Santa Clara
Apesar de recuperar de sua grave lesão, não foi muito aproveitado pelo técnico Felipão. A fim de ter mais minutos em campo, em 22 de agosto foi anunciado seu empréstimo ao Santa Clara, de Portugal, até junho de 2023. Fez seu primeiro gol pelo clube em sua primeira partida como titular no dia 4 de setembro e ajudou o Santa Clara a vencer o Marítimo por 2–1, sendo essa a primeira sua primeira vitória na Primeira Liga de 2022–23.

### Goiás
Em 26 de julho, foi confirmado como novo reforço do Goiás por empréstimo até o final da temporada. Logo em sua estreia quatro dias depois fez seu primeiro gol pelo esmeraldino, no empate de 1–1 com o Grêmio na 17ª rodada do Campeonato Brasileiro. Pelo Goiás disputou 17 partidas e fez quatro gols.

### Peñarol
Chegou a disputar uma partida pelo Athletico em janeiro contra o Cianorte, mas em 16 de fevereiro foi novamente emprestado, desta vez ao clube uruguaio Peñarol.

## Vida pessoal
Matheus perdeu sua mãe, Aisne Barcelos, quando tinha apenas oito anos e foi criado pelo pai, Vinicius Fernandes. Seu avô, atuou em um clube amador de várzea chamada os brabos e sua irmã, Mayara joga vôlei e atua como oposta.
Seu apelido "Babi" foi dado por seus amigos onde morava, fazendo referência a sua semelhança com personagem Babidi, do anime Dragon Ball Z.

## Títulos
Athletico Paranaense
- Copa Sul-Americana: 2021[31]

Peñarol
- Campeonato Uruguaio: 2024